# Shaka király nemzetközi repülőtér
A Shaka király nemzetközi repülőtér (IATA: DUR, ICAO: FALE) egy nemzetközi repülőtér, amely a dél-afrikai Durbanban található. Üzemeltetője az Airports Company South Africa. Éves utasforgalma 5 527 890 fő (2017). Utasforgalma alapján 2022-ben Afrika 19. legforgalmasabb repülőtere volt.

## Futópályák
A repülőtér futópályái:
- 06/24 (3700 m, aszfalt)

## Forgalom
Az utasforgalom az elmúlt években az alábbi módon változott:
| Utasok száma | 5 036 962 | 4 747 237 | 4 504 929 | 4 786 928 | 5 192 703 | 5 527 890 | 5 880 390 | 2 255 666 | 2 806 248 | 4 151 182 |
|              | 2011      | 2012      | 2013      | 2015      | 2016      | 2017      | 2018      | 2020      | 2021      | 2022      |